# The Ballad of John Henry
Albums de Joe Bonamassa
Sloe Gin
(2007) Black Rock
(2010)
The Ballad of John Henry est le septième album studio du chanteur-guitariste américain Joe Bonamassa. Le nom de l'album est un hommage au héros folklorique américain John Henry.
Cet album est le plus personnel de Joe Bonamassa, il en a, pour la première fois depuis ces débuts, composé la majorité des titres. On y trouve des reprises de Sam Brown, de Tom Waits, de Ike & Tina Turner et de Tony Joe White.

## Liste des titres
- Les titres sont signés par Joe Bonamassa sauf indications.

1. The Ballad of John Henry - 6:26
2. Stop! (Tom Sutton / Bruce Brody) - 6:48
3. Last Kiss - 7:15
4. Jockey Full of Bourbon (Tom Waits) - 5:22
5. Story of a Quarryman - 4:59
6. Lonesome Road Blues - 3:08
7. Happier Times - 6:40
8. Feelin' Good (Anthony Newley / Leslie Bricusse) - 4:44
9. Funkier Than a Mosquito's Tweeter (Aillene Bullock) - 5:00
10. The Great Flood - 7:39
11. From the Valley - 2:24
12. As the Crow Flies (Tony Joe White) - 3:58

## Musiciens
- Joe Bonamassa : chant, guitares.
- Carmine Rojas : basse.
- Rick Melick : claviers, chœurs.
- Anton Fig : batterie, percussion.
- Bogie Bowles : batterie, percussion.
- Blondie Chaplin : guitare rythmique.
- David Woodford : saxophone.
- Lee Thornburg : cuivres.

## Charts
| Pays                              | Durée du classement | Meilleur classement |
| --------------------------------- | ------------------- | ------------------- |
| Allemagne                         | 3 semaines          | 39e                 |
| États-Unis Billboard 200          | 3 semaines          | 103e                |
| États-Unis Top Blues albums       | 73 semaines         | 1er                 |
| États-Unis Top Independent albums | 5 semaines          | 8e                  |
| Pays-Bas                          | 6 semaines          | 23e                 |
| Royaume-Uni                       | 4 semaines          | 26e                 |
| Suède                             | 3 semaines          | 46e                 |
| Suisse                            | 1 semaine           | 97e                 |